# Kloostrimetsa tee
La route de la forêt du monastère (estonien : Kloostrimetsa tee) est une rue de Tallinn en Estonie.

## Présentation
La rue traverse les quartiers de Pirita, Kloostrimetsa, Lepiku et Laiaküla de l'arrondissement de Pirita.
La route de Kloostrimetsa est longue d'environ 3,9 km et relie la route Pirita tee à la route Pärnamäe tee.

## Transports
La rue est desservie par les lignes de bus n° 34, 38, 49.

## Lieux et monuments de la rue
| #  | Image | Réf.                       |
| -- | ----- | -------------------------- |
|    |       | Administration municipale. |
| 22 |       |                            |
| 24 |       |                            |
| 33 |       | Cimetière boisé de Tallinn |
| 44 |       | Jardin botanique           |
| 58 |       | Tour de télévision         |
|    |       |                            |